# Райгил, Джим
Джеймс Реджинальд Райгил (англ. James Reginald Rygiel) (род. 17 февраля 1955) — американский руководитель и художник по визуальным эффектам. Он работал над несколькими крупными художественными фильмами, включая «Чужого 3» (1992), «Бэтмен возвращается» (1992), «Особь» (1995), «Фантастическую четвёрку: Вторжение Серебряного сёрфера» (2007), «Хроники Нарнии: Покоритель Зари» (2010), «Нового Человека-паука» (2012) и «Годзиллу» (2014).
Но самой известной работой Райгила является трилогия фильмов «Властелин колец», за которую он получил премию «Оскар» в категории «Лучшие визуальные эффекты», за каждый фильм трилогии; «Братство Кольца» (2001), «Две крепости» (2002) и «Возвращение короля» (2003).

## Биография

### Ранняя жизнь
Джеймс Реджинальд Райгил родился 17 февраля 1955 года, в городе Кеноша, штат Висконсин, и учился в католической средней школе Св. Иосифа. Он имеет степень бакалавра изящных искусств, от Висконсинского университета в Милуоки. В 1980 году, Райгил получил степень магистра изящных искусств, от Школы дизайна Отиса Парсонса (ныне Колледж искусств и дизайна Отиса).

### Карьера
Джеймс Реджинальд Райгил начал свою карьеру в 1980-х годах, когда работал над двумя фильмами 1984 года — «Последний звёздный боец» и «Космическая одиссея 2010».
После шестилетнего перерыва, Джим Райгил работал руководителем цифровых эффектов, для сверхъестественного романтического фильма Джерри Цукера 1990 года — «Привидение»
После «Привидения», Джим Райгил работал над несколькими известными фильмами 1990-х годов. В их число входят — «Чужой 3», «Бэтмен возвращается» (оба 1992 года), «Скалолаз», «Последний киногерой» (оба 1993 года), «Особь» 1995 года, «Звёздный десант» 1997 года и «Ловушка для родителей» 1998 года.
Самой известной работой Джима Райгила, была кинотрилогия «Властелин колец», за которую он получил три премии «Оскар» в категории «Лучшие визуальные эффекты», — по одному за каждый фильм трилогии; «Братство Кольца» 2001 года, вместе с Рэндоллом Уильямом Куком, Ричардом Тейлором и Марком Стетсоном, «Две крепости» 2002 года, вместе с Джо Леттери, Куком и Алексом Функе, и «Возвращение короля» 2003 года, вместе с Леттери, Куком и Функе.
Остальные фильмы, над которыми Джим Райгил работал в 2000-х годах, были «102 далматинца» 2000 года, «После заката» 2004 года, «Клик: С пультом по жизни», «Ночь в музее» (оба 2006 года), «Фантастическая четвёрка: Вторжение Серебряного сёрфера» 2007 года, «На крючке» и «День, когда Земля остановилась» (оба 2008 года).
С 2010-х годов, в дополнение к его работе в кино, Джим Райгил стал работать и на телевидении. Из его фильмов — «Хроники Нарнии: Покоритель Зари», «Путешествия Гулливера» (оба 2010 года), «Новый Человек-паук» 2012 года, «Годзилла» 2014 года, «Бен-Гур» 2016 года и «Дедвуд» 2019 года. Из его телесериалов — «Американская история ужасов» 2011 года, «Агенты «Щ.И.Т.»» 2013 года, «Империя» 2015 года, «Американская история преступлений», «Проповедник» (оба 2016 года), «Орвилл» 2017 года, «Затерянные в космосе» и «Касл-Рок» (оба 2018 года).

## Фильмография

### Кино
- Последний звёздный боец (1984)
- Космическая одиссея 2010 (1984)
- Привидение (1990)
- Чужой 3 (1992)
- Бэтмен возвращается (1992)
- Последний из могикан (1992)
- Скалолаз (1993)
- Последний киногерой (1993)
- Эпидемия (1995)
- Особь (1995)
- Множество (1996)
- Звёздный десант (1997)
- Отчаянные меры (1998)
- Ловушка для родителей (1998)
- Звёздный путь: Восстание (1998)
- Анна и король (1999)
- 102 далматинца (2000)
- Властелин колец: Братство Кольца (2001)
- Властелин колец: Две крепости (2002)
- Властелин колец: Возвращение короля (2003)
- После заката (2004)
- Клик: С пультом по жизни (2006)
- Ночь в музее (2006)
- Фантастическая четвёрка: Вторжение Серебряного сёрфера (2007)
- На крючке (2008)
- День, когда Земля остановилась (2008)
- Хроники Нарнии: Покоритель Зари (2010)
- Путешествия Гулливера (2010)
- Новый Человек-паук (2012)
- Годзилла (2014)
- Бен-Гур (2016)
- Дедвуд (2019)

### Телевидение
В этом разделе указан год, в котором/с которого и по который, Джим Райгил работал над телесериалом
- Американская история преступлений (2018)
- Затерянные в космосе (2018—2019)
- Проповедник (2018)
- Американская история ужасов (2018—2021)
- 9-1-1 (2018)
- Империя (2018—2019)
- Миднайт, Техас (2018)
- Орвилл (2019)
- Настоящий детектив (2019)
- Барри (2019)
- Покои (2019)
- Агенты «Щ.И.Т.» (2019)
- Предприятие «Божий дар» (2019)
- Касл-Рок (2019)
- Охота (2020)
- Майянцы (2021)